# پورت هورون (میشیگان)
پورت هورون، میشیگان (به انگلیسی: Port Huron, Michigan) یک شهر در ایالات متحده آمریکا با جمعیت ۳۰٬۱۸۴ نفر است که در میشیگان واقع شده‌است.

## موقعیت جغرافیایی
موقعیت جغرافیایی شهرها و مناطق اطراف به شرح زیر است:

## نگارخانه

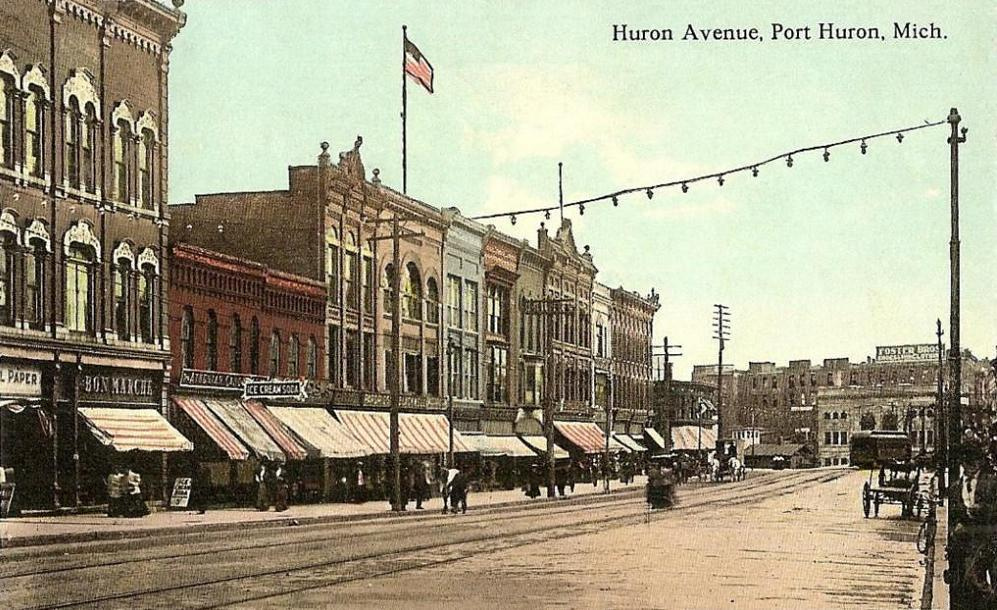
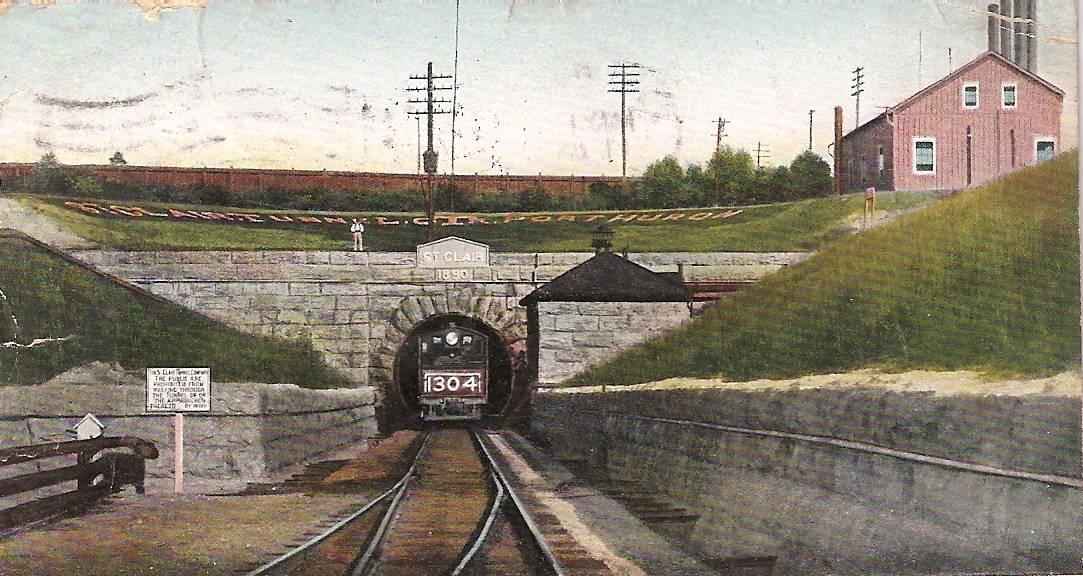
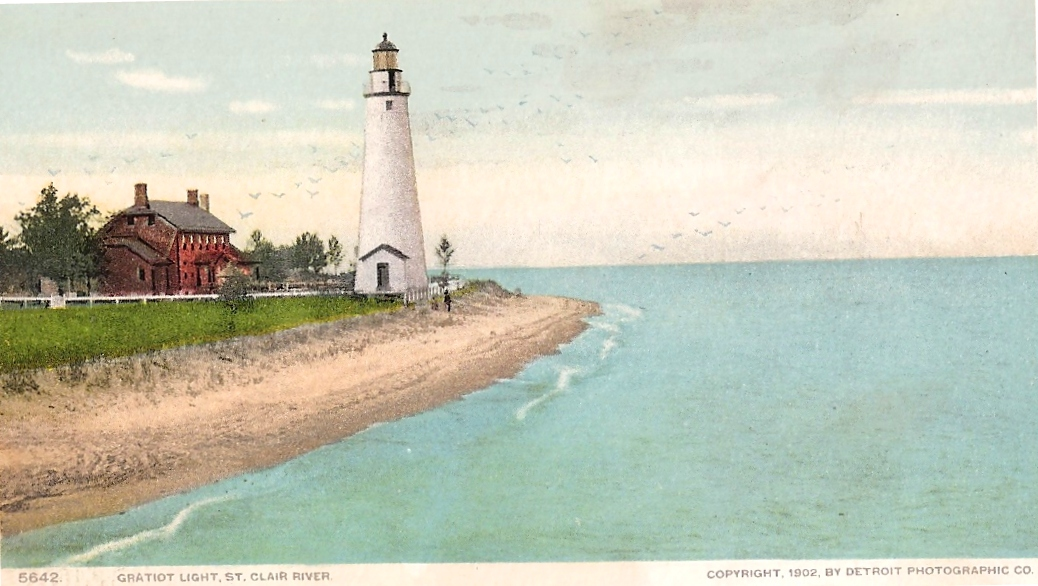
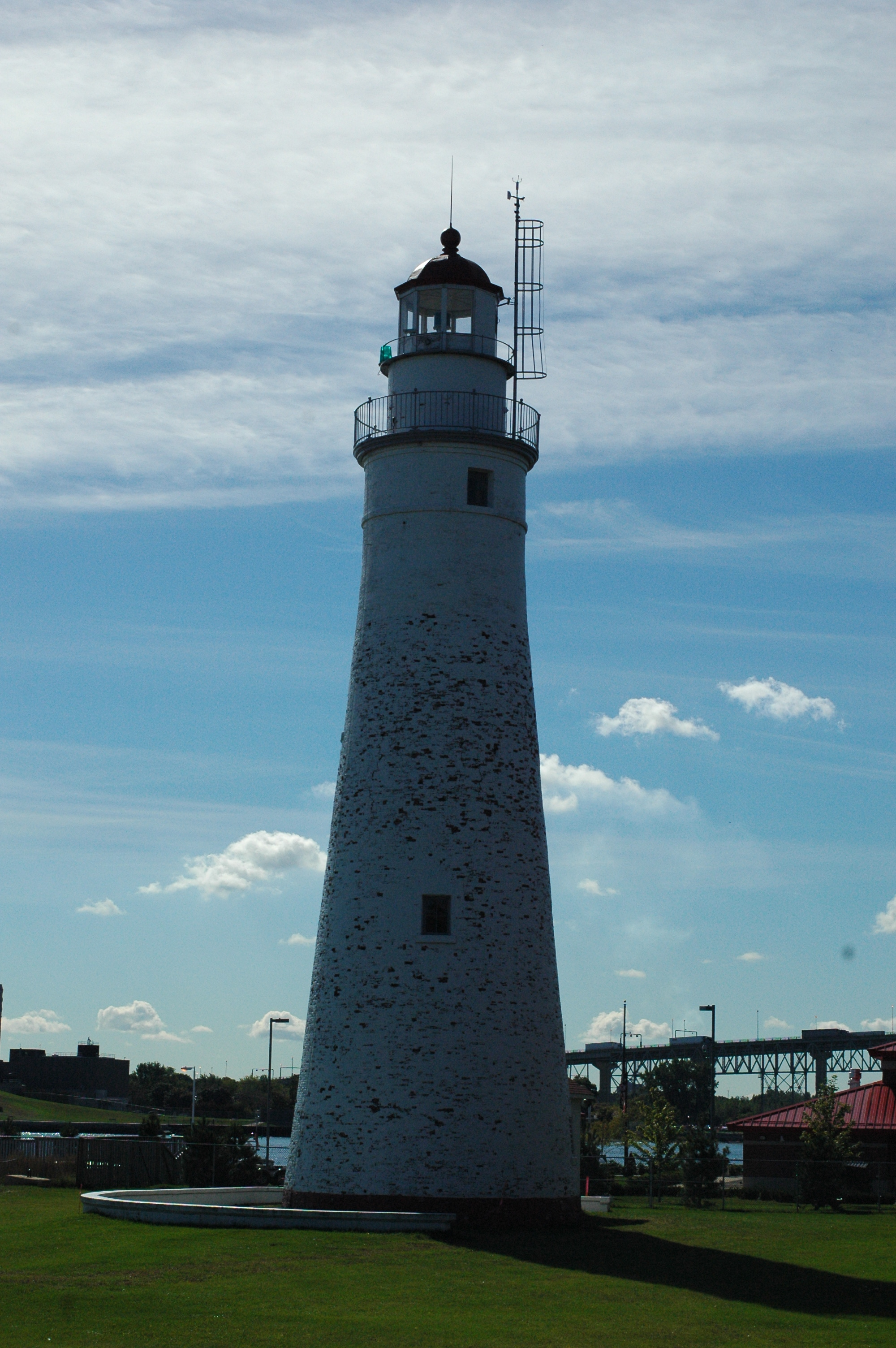